# Mezinárodní letiště Sia-men Kao-čchi
Mezinárodní letiště Sia-men Kao-čchi (čínsky v českém přepisu Sia-men Kao-čchi Kuo-ťi Ťi-čchang, pchin-jinem Xiàmén Gāoqí Guójì Jīchǎng, znaky zjednodušené 厦门高崎国际机场, tradiční 廈門高崎國際機場, IATA: XMN, ICAO: ZSAM) je mezinárodní letiště v Sia-menu v provincii Fu-ťien v Čínské lidové republice. Leží u severního břehu ostrova Sia-men v obvodě Chu-li ve vzdálenosti přibližně dvanácti kilometrů severovýchodně od centra Sia-menu. Je domovským letiště společnosti XiamenAir a uzlovým letištěm rovněž pro Shandong Airlines. V rámci pořadí nejrušnějších letiště podle počtu cestujících se v rámci celé republiky dlouhodobě drží mezi 10. a 12. příčkou.